# Basto (Musiker)

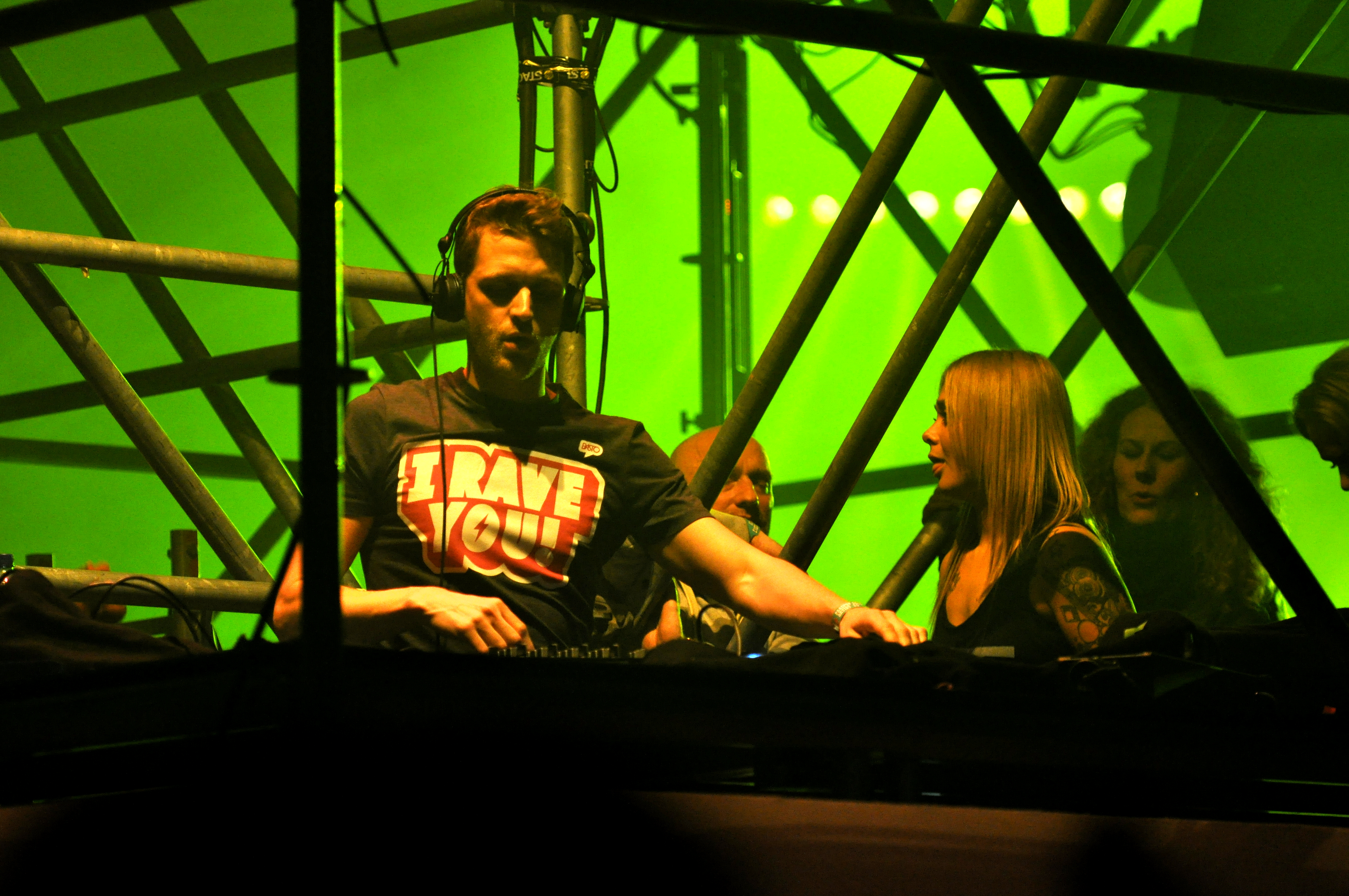
Basto beim Paaspop 2013

Basto (* 8. Januar 1975 in Hoogstraten; eigentlich Jef Martens) ist ein belgischer House-/Techno-/Trance-DJ und Musikproduzent. Er steht bei dem Label Spinnin’ Records unter Vertrag.
Er tritt auch unter den Namen Basto!, Bitch Boys, Candyman, Dirty Bunch, DJ Basik und Jin Sonic auf. Zusammen mit seinem Bruder Toon Martens ist er auch als Lazy Jay bekannt.

## Karriere
Er begann seine Karriere als DJ und Produzent im Jahr 2005 und hatte vorerst nur Erfolg in Belgien und den Niederlanden, beispielsweise mit Rock with You (2005) und mit On My Own (2008).
Mit Gregory's Theme (2011) hatte Basto mit einer Platzierung in Frankreich seinen ersten Erfolg außerhalb von Holland und Belgien. Der Song wurde ursprünglich als Orchesterstück geschrieben (als Theme für Hugh Lauries legendären TV-Charakter Gregory) und wurde von Basto in eine Dance-Hymne verwandelt.
Neben vielen Remixen für bekannte Künstler, wie beispielsweise Kylie Minogue, Milk Inc. oder Hardwell, machte er im Jahre 2011 durch den Track Again and Again erneut international auf sich aufmerksam. 2012 arbeitete er mit seinem Bruder als Lazy Jay, sowie mit der US-amerikanischen Rapperin Azealia Banks zusammen. Im Mai erschien ihre Single 212. Als Basto! veröffentlichte er im Verlauf des Jahres zwei weitere Songs (Bonny und I Rave You). Auch seine Single StormChaser erschien noch im selben Jahr. Außerdem war er als Texter am Song Scream & Shout von will.i.am und Britney Spears beteiligt. Beim DJ-Mag-Ranking 2012 landete er auf Position 127.

## Diskografie

### Singles als Leadmusiker
| Jahr | Titel Album       | Höchstplatzierung, Gesamtwochen, AuszeichnungChartplatzierungen (Jahr, Titel, Album, Platzierungen, Wochen, Auszeichnungen, Anmerkungen) | Höchstplatzierung, Gesamtwochen, AuszeichnungChartplatzierungen (Jahr, Titel, Album, Platzierungen, Wochen, Auszeichnungen, Anmerkungen) | Höchstplatzierung, Gesamtwochen, AuszeichnungChartplatzierungen (Jahr, Titel, Album, Platzierungen, Wochen, Auszeichnungen, Anmerkungen) | Höchstplatzierung, Gesamtwochen, AuszeichnungChartplatzierungen (Jahr, Titel, Album, Platzierungen, Wochen, Auszeichnungen, Anmerkungen) | Höchstplatzierung, Gesamtwochen, AuszeichnungChartplatzierungen (Jahr, Titel, Album, Platzierungen, Wochen, Auszeichnungen, Anmerkungen) | Anmerkungen                             |
| Jahr | Titel Album       | CH | NL | FR | BEF | BEW | Anmerkungen                             |
| ---- | ----------------- | --- | --- | --- | --- | --- | --------------------------------------- |
| 2005 | Rock with You –   | — | NL23 (5 Wo.)NL | — | BEF24 (9 Wo.)BEF | BEW22 (14 Wo.)BEW | Erstveröffentlichung: 2005              |
| 2010 | Gregory’s Theme – | — | NL9 (17 Wo.)NL | — | BEF12 (10 Wo.)BEF | BEW50 (1 Wo.)BEW | Erstveröffentlichung: 2010              |
| 2011 | Again and Again – | CH22 (15 Wo.)CH | NL16 (14 Wo.)NL | FR18 (22 Wo.)FR | — | BEW22 (10 Wo.)BEW | Erstveröffentlichung: 2011              |
| 2012 | Cloudbreaker –    | — | NL24 (14 Wo.)NL | FR22 (26 Wo.)FR | BEF22 (13 Wo.)BEF | BEW27 (12 Wo.)BEW | Erstveröffentlichung: 2012 mit Yves V   |
| 2012 | I Rave You –      | — | — | FR29 (15 Wo.)FR | — | — | Erstveröffentlichung: 28. Mai 2012      |
| 2012 | Stormchaser –     | — | — | FR40 (7 Wo.)FR | — | — | Erstveröffentlichung: 7. Dezember 2012  |
| 2013 | On the Rocks –    | — | — | — | BEF36 (1 Wo.)BEF | — | Erstveröffentlichung: 2013 als Lazy Jay |
| 2015 | Hold You –        | — | — | FR195 (1 Wo.)FR | BEF21 (7 Wo.)BEF | — | Erstveröffentlichung: 3. Juli 2015      |

Weitere Singles
- 2012: Gold 2012 (Spandau Ballet vs. Basto)
- 2012: Bonny
- 2013: Dance with Me
- 2016: Unicorn (feat. Natasha Bedingfield)

### Singles als Gastmusiker
| Jahr | Titel Album | Höchstplatzierung, Gesamtwochen, AuszeichnungChartplatzierungen (Jahr, Titel, Album, Platzierungen, Wochen, Auszeichnungen, Anmerkungen) | Höchstplatzierung, Gesamtwochen, AuszeichnungChartplatzierungen (Jahr, Titel, Album, Platzierungen, Wochen, Auszeichnungen, Anmerkungen) | Anmerkungen                                                         |
| Jahr | Titel Album | UK | NL | Anmerkungen                                                         |
| ---- | ----------- | --- | --- | ------------------------------------------------------------------- |
| 2011 | 212 1991    | UK12 ×2Doppelplatin · (40 Wo.)UK | NL14 (7 Wo.)NL | Erstveröffentlichung: 6. Dezember 2011 Azealia Banks feat. Lazy Jay |

Weitere Gastbeiträge
- 2008: On My Own (Peter Luts & Basto)
- 2009: Out There (mit John Dahlbäck)
- 2010: When Love Calls (mit Nicky Romero)
- 2014: Hougabouga (Zeppe & Zikki feat. Jacques Vermeire & Jef Martens)

## Auszeichnungen für Musikverkäufe
| Goldene Schallplatte - Schweden - 2012: für die Single Again and Again |

Anmerkung: Auszeichnungen in Ländern aus den Charttabellen bzw. Chartboxen sind in ebendiesen zu finden.
| Land/RegionAuszeichnungen für Musikverkäufe (Land/Region, Auszeichnungen, Verkäufe, Quellen) | Gold  | Platin     | Verkäufe  | Quellen         |
| -------------------------------------------------------------------------------------------- | ----- | ---------- | --------- | --------------- |
| Schweden (IFPI)                                                                              | Gold1 | —          | 20.000    | Einzelnachweise |
| Vereinigtes Königreich (BPI)                                                                 | —     | 2× Platin2 | 1.200.000 | bpi.co.uk       |
| Insgesamt                                                                                    | Gold1 | 2× Platin2 |           |                 |